# Jacek Lang
Jacek Albert Lang (ur. 16 stycznia 1965 w Częstochowie) – polski muzyk i producent muzyczny, autor tekstów, lider zespołu One Million Bulgarians. Nagrywa również solowo pod pseudonimem Zetorius.
Oprócz muzycznych, Lang ma na swoim koncie dokonania filmowe; występował m.in. w filmie Romana Polańskiego Pianista, oraz wyprodukował muzykę do cyklu filmów dokumentalnych dla TV France. Współpracował z wieloma zespołami i wykonawcami, m.in. KSU, Ziyo, Wańka Wstańka, 1984, Moskwa, jak również Tymonem Tymańskim, Igorem Czerniawskim, czy Andrzejem Bieniaszem.